# Dormilon fluviatile
Syrtidicola fluviatilis, Syrtidicola
Genre
Espèce
Statut de conservation UICN

 LC  : Préoccupation mineure
Le Dormilon fluviatile (Syrtidicola fluviatilis), unique représentant du genre Syrtidicola, est une espèce de passereaux de la famille des Tyrannidae.

## Répartition
On le trouve en Amazonie au Brésil, Pérou et Bolivie ainsi que dans de plus petites régions de Colombie et d'Équateur.

## Habitat
Son habitat est les zones de broussailles humides et le bord des cours d'eau.

## Systématique
Le nom valide complet (avec auteur) de ce taxon est Syrtidicola fluviatilis (P.L.Sclater & Salvin, 1866).
Ce taxon porte en français le nom vernaculaire ou normalisé suivant : Dormilon fluviatile.
Syrtidicola fluviatilis a pour synonyme :
- Muscisaxicola fluviatilis (P.L.Sclater & Salvin, 1866)

Le genre Syrtidicola a été créé en 2020 par Robert Terry Chesser (d), Michael G. Harvey (d), Robb T. Brumfield (d) et Elizabeth Perrault Derryberry (d).